# ویکتور افضلوف
ویکتور افضلوف (انگلیسی: Viktor Afzalov؛ زادهٔ ۹ ژوئن ۱۹۶۸) ارتشبد نیروی هوافضای روسیه است، که از اوت ۲۰۲۳ به‌عنوان فرمانده کل نیروهای هوافضای روسیه فعالیت می‌کند.
افضلوف فعالیت نظامی را از سال ۱۹۹۰ در نیروی هوایی شوروی آغاز کرد، از ۲۰۱۷ تا ۲۰۱۸ فرماندهی نیروی هوایی و پدافند هوایی یازدهم ارتش را برعهده داشت و در فاصله سال‌های ۲۰۱۸ تا ۲۰۲۳ جانشین فرمانده نیروی هوافضای روسیه بود.